# 아그파 디지털 카메라
아그파 게바트는 1990년대 중반부터 2000년대 초반까지, 많은 소비자에 중점을 둔 디지털 카메라를 생산했다.
- Agfa ePhoto 1280 (1997) (.7 메가픽셀)
- Agfa ePhoto 1680 (1998)(1.2 mp)
- Agfa ePhoto CL50 (1999) (1.2 mp)
- Agfa ePhoto CL30 (1999, .9 mp)
- Agfa ePhoto CL30 Clik! (1999, .9 mp)
- Agfa ePhoto CL18 (2000) (.3 mp)
- Agfa ePhoto CL45 (2001) (.7 mp)
- Agfa ePhoto CL20
- Agfa ePhoto CL34
- Agfa ePhoto 307 (1997)
- Agfa ePhoto 780
- Agfa ePhoto 780c
- Agfa ePhoto Smile (.3 mp)
- Agfa StudioCam (1995) (전문가용 디지털 카메라)
- Agfa ActionCam (1995) (전문가용/ 프로슈머)

## 같이 보기
- 디지털 카메라 상표의 목록